# Специјални резерват природе Крупачко блато
Крупачко блато је највећа ниска тресава у југоисточној Србији, налази се у источном делу пиротске котлине, на 400 метара надморске висине. Представља предео изузетне лепоте и јединствени екосистем разноврсног биљног и животинског света. Укупна дужина износи око 2500 м док је ширина променљива. Крупачко блато обилује бројним крашким изворима, како хладним тако и термалним.
Што се тиче биљне разноврсности на подручију резервата настањују га око 250 вртса биљака и поприличан број је под неком врстом законске заштите. Овај локалитет је један од неколоко у Србији у ком можете да нађете барску папрат (Thelypteris palustris).
На овом резервату могу се наћи и ретки припадници фауне зглавкара као што је водени паук. Водени паук проводи цео живот у води а припадник је (Аrgyroneta aquatica). Поред паука имамо и представника из реда одоната (Somatochlora flavomaculata).
Када већ причамо о ниској тресави морамо да поменемо и ихтиофауну међу којима су најзначајнији лињак (Tinca tinca), штука(Esox lucius)као и пијор(Phoxinus phoxinus). Пијор је тишичан представник вископланиских река и потока али у водома Крупачког Блата предстваља изолованом популацијом.
На овој ниској тресави налази се и право благо за орнитологе. За сада је забележено чак 76 врста птица. Ово подручје изузетних одлика је станиште малог корморана (Phalacrocorax pygmeus), букавца(Botaurus stellaris), чапљице(Ixobrychus minutus), жуте чапље(Ardeola ralloides), црвене чапље(Ardea purpurea), ибиса(Plegadis falcinellus).